# La Soledad, San Juan Bautista Tlacoatzintepec
La Soledad är en ort i Mexiko.   Den ligger i kommunen San Juan Bautista Tlacoatzintepec och delstaten Oaxaca, i den sydöstra delen av landet, 300 km sydost om huvudstaden Mexico City. La Soledad ligger 1 814 meter över havet och antalet invånare är 208.
Terrängen runt La Soledad är bergig söderut, men norrut är den kuperad. La Soledad ligger uppe på en höjd. Runt La Soledad är det ganska glesbefolkat, med 30 invånare per kvadratkilometer. Närmaste större samhälle är San Felipe Usila, 10,4 km öster om La Soledad. I omgivningarna runt La Soledad växer i huvudsak städsegrön lövskog.